# Бисерол
Бисерол (фр. Busserolles) насеље је и општина у југозападној Француској у региону Аквитанија, у департману Дордоња која припада префектури Нонрон.
По подацима из 2011. године у општини је живело 561 становника, а густина насељености је износила 17,28 становника/km². Општина се простире на површини од 32,46 km². Налази се на средњој надморској висини од 156 метара (максималној 303 m, а минималној 135 m).

## Демографија
| 1962. | 1968. | 1975. | 1982. | 1990. | 1999. | 2011. |
| ----- | ----- | ----- | ----- | ----- | ----- | ----- |
| 695   | 818   | 728   | 616   | 569   | 507   | 561   |

График промене броја становника у току последњих година